# Жермен Тійон
Жермен Тійон (фр. Germaine Tillion; нар. 30 травня 1907, Алегрі, департамент Верхня Луара — 19 квітня 2008, Сен-Манді, департамент Валь-де-Марн) — учасниця французького руху опору, етнолог. Дослідниця військових злочинів у концентраційних таборах.

## Біографія

### Дитинство та юність
Жермен Тійон народилася 30 травня 1907 року в Алегрі (Верхня Луара). Вона є дочкою керівника магістрату Люсьєна Тійона (1867—1925) та Емілі Кюссаці (1876—1945), у шлюбі — Емілі Тійон. Її батьки належали до світу буржуазії.
У віці восьми років Жермен разом зі своєю сестрою Франсуазою вирушили в інститут Жанни д'Арк в Клермон-Феррані. У 1922 році її батьки переїхали до Сен-Мор в будинок батьків Емілі.
Її батько сприяє в складанні туристичних гідів та книг, діяльність Емілі Тійон починається лише по смерті її чоловіка.
Повернувшись 1940 року до Парижу, Тійон виявляє, що Францію захопила Німеччина. Як свій перший акт опору вона допомагала єврейській родині, даючи їм документи своєї сім'ї. Вона стала однією з членів французького Опору в мережі Музею Хомме в Парижі. Її місії включали допомогу в'язням для втечі та організацію розвідки для союзних військ з 1940 по 1942 рік.
Жермен Тійон і кілька її колег створили осередок, названий «Мережею музею Людини», в яку увійшли насамперед етнограф Борис Вільде, бібліотекар Івон Оддон і антрополог Анатолій Левицький. Осередок займалася збором інформації і організації акцій громадянської непокори. Кілька членів осередку були заарештовані в січні 1941 року, засуджені в січні — лютому 1942 року, і семеро з них були розстріляні 23 лютого 1942.
Тійон вдалося уникнути арешту, і протягом ще півтора року вона вела велику роботу по об'єднанню розрізнених осередків опору і збору інформації для британської розвідки. Передана священиком Робертом Алешем, який приєднався до її мережі опору і здобув її довіру, вона була заарештована 13 серпня 1942 р. і поміщена у в'язницю Санте. У жовтні була переведена до в'язниці Френ, а через рік у відповідності з директивою «ніч і туман» була вислана в концентраційний табір Равенсбрюк, куди прибула 31 жовтня 1943 року

### В концтаборі
Жермен Тійон провела в ув'язненні в Равенсбрюк 17 місяців. Весь цей час їй вдавалося підтримувати інших ув'язнених, налаштовувати їх на продовження боротьби за звільнення від нацизму. Ґрунтуючись на своїй кваліфікації етнолога і на досвіді експедиції в Алжирі, за час перебування в концтаборі Тійон підготувала наукову роботу, присвячену економічного аспекту системи нацистських концентраційних таборів. Щоб якось урізноманітнити перебування в неволі, Тійон написала також оперету.
31 січня 1944 року також ще була заарештована, а 2 березня 1945 року убита в газовій камері мати Жермен, письменниця Емілі Тійон.
23 квітня 1945 року в числі трьох сотень інших жінок-ув'язнених Равенсбрюка Жермен Тійон була звільнена і передана шведському Червоному хресту.

### Після війни
Повернулася до Франції в липні 1945 року і повернулася в НЦНД, але покинула секцію етнології, щоб працювати в секції сучасної історії, де вона присвятить себе роботі з історії Другої світової війни (розслідування військових злочинів).
Жермен Тійон виявилася єдиною, хто вижив зі своєї групи руху опору, тому перші післяпереможні роки вона присвятила документуванню діяльності групи, яку вона називала «Мережею музею Людини», і визнанням заслуг її загиблих соратників-етнологів з боку битви за Францію.
У 1945 році Жермен Тійон взяла участь в написанні «Білої книги» про історію інтернування та депортацію. У 1946 році опублікувала книгу, в якій досліджувався феномен концтаборів в тоталітарних державах: як в нацистської Німеччини, так і в СРСР.

### Війна в Алжирі
У 1954 році Тійон була направлена міністром внутрішніх справ Франсуа Міттераном в Алжир, де незадовго до цього почалися зіткнення, що призвели в подальшому до Алжирської війни. Тійон виявила, що за минулі 20 років становище знайомого їй по експедиціях 30-х років сильно погіршилося. Вона кілька разів поверталася в Алжир протягом 1950-1960-х років, написала і видала кілька книг про стан країни і її населення.

### Останні роки
Жермен Тійон залишалася голосною на декількох політичних темах: проти пауперизації алжирського населення, проти французького застосування катувань у Алжирі, для звільнення жінок у Середземномор'ї.
У 2004 році разом з іншими французькими інтелектуалами вона виступила з заявою проти катувань в Іраку.
Щоб відсвяткувати свій 100-річний ювілей, її оперета «Le Verfügbar aux Enfers» була представлена в 2007 році в Театрі дю Шатле в Парижі. Менш ніж через рік, трохи не доживши до свого 101-річчя, Жермен Тійон померла.

## Нагороди
- Grand-Croix de la Légion d'honneur (Тільки п'ять жінок коли-небудь отримували цю нагороду.)
- Grand-Croix de l'Ordre national du Mérite
- Приз Чон Дель Дука (1977)
- Croix de guerre 1939—1945
- Médaille de la Résistance
- Великий хрест німецької заслуги (2004)

21 лютого 2014 року президент Франції Франсуа Олланд оголосив, що вона буде похована в Пантеоні. Вона була похована там в травні 2015 року в символічному похованні. Труну Джермейн Мільйон в Пантеоні містить не її останки, а Ґ від її могили, бо її родина не хотіла, щоб саме тіло переносилося.

## Фільмографія
Жермен Тійон були присвячені численні фільми:
- 1974: Додати Дж. Тілліон: Республіка кузенів, 1974, Френсіс Буше, Жак Кебадіан, Мішель Антоніос
- 1990: Germaine Tillion, сторона Фреда, 1990, Мішель Германт
- 2000: Сестри в Опорі, 2000., Майя Векслер (США)
- 2001: я пам'ятаю, 2001., Жан Баронне, Колет Кастаньо
- 2001: забуті зображення Джермейн Тілліон, 2001., Августин Барбара, Франсуа Годю, колір, 52 хв.
- Жермен Тілліон, 92 роки, щойно знайшла в своїх архівах кліше, зроблені в масиві Аур в Алжирі, де вона зробила свою першу місію в 1930 Ці фотографії показують зниклий світ, але особливо просвіщаючи життя, думки і особистість цієї жінки, яка була одним з великих свідків xx — го століття.
- 2001: Три життя Джермейн Трильйон, 2001., Жиль Комбет, Жан Лакутюр
- 2001-2002: столітня молодь, свідомість в столітті, 2001—2002, IDEMEC, Крістіан Бромбергер
- 2002: Додати Germaine Tillion, обізнаність в столітті Крістіана Бромбергера, 2002 колір, 28 хв.
- Інтерв'ю Germaine Tillion з Крістіаном Бромбергером, професором Університету Провансу і Тьєррі Фабр, главою європейсько-середземноморського полюса Середземноморського будинку гуманітарні науки 78
- 2007: Додати 100 — ї річниці Жермени Тілліон, 2007, Lea Тодоров
- 2007: Додати Верфюгбар в підземному світі, Франція, 2007, 58 хв, Девід Юнгер
- 2007: Додати Там, де є небезпека, ми знаходимо вас, 2007, Міріам Гросси, Кармен Ріал, UFSC-Бразилія
- Жермен і Женев'єва, Ізабель Гаджині-Антоніо, Жак Кебадіан
- 2010: Додати Оперета в Равенсбрюк, Театр де ла Петіт Монтань, Франція 3, репортаж про шоу 79
- 2010: Додати verfügbar в пеклі, оперета записано 17 квітня 2010 року в концентраційному таборі Равенсбрюк, щоб відзначити 65 — ту річницю свого звільнення (режисер Береніс Колле, директор Френсіс Dubreuil, виробництва Ax Південь, віщає: Франція телевізор, ТВ5)

## Названі на честь Жермен Тійон
- 2000: Медіатека міста Сен-Аве
- 2003: сусідній будинок в Пуй-ан-Веле
- 2006: Коледж Узона (Верхня Гаронна)
- 2007: 24 квітня 2007 року було відкрито амфітеатр Університету Південної Бретані.
- 2008: Додати Муніципальна бібліотека Сен-Мора-де-Фосс (Валь-де-Марн) (7 листопада 2008 р)
- 2009: Додати коледж Ларді (Ессонн), відкритий 13 червня 2009 р
- 2009: 6 березня 2009 відкрилася середня школа Pays de l'Arbresle в Саін-Бель (Рона).
- 2009: Додати Амфітеатр Національного інституту прикладних наук Руана-Нормандії
- 2010: Додати Бібліотека Трокадеро в Парижі, в якій є спеціалізований фонд подорожей і туризму (вересень 2010)
- 2012: проспект Монпельє (Еро)
- 2013: Аудиторія Музею цивілізацій Європи та Середземномор'я
- 2016: Стежка в новому районі Іврі-сюр-Сен з видом на вулицю Ледрю-Роллен
- Кілька інших середніх шкіл: Париж (12 — й округ), Марсель "и Caillols (Буш-дю-Рон), Ла Meziere (Іль і Вілен), Саін-Бел (Рон), Ле Бурже (Сена-Сен-Дені), Монбельяр (Ду), Кастельнодарі (Од)
- Дослідницький будинок університетського містечка Belle-Beille — Університет Анже
- 2018: Коледж в Ліврі Гарган (Сен-Дені)